# Sultans of Swing
"Sultans of Swing" prvi je singl britanskog sastava Dire Straits, kojeg 1978. godine objavljuje diskografska kuća Vertigo Records.
Singl je prvo snimljen kao demo u studiju 'Pathway' u sjevernom Londonu. Glazbu je napisao rock gitarist Mark Knopfler.